# سیارک ۲۶۹۶
سیارک ۲۶۹۶ (به انگلیسی: 2696 Magion، نامگذاری:1980HB) دو هزار و ششصد و نود و ششمین سیارک کشف شده‌است که در ۱۶ آوریل ۱۹۸۰ کشف شد.
قدر مطلق سیارک برابر ۱۲٫۰۰ است.